# 维司力农
维司力农（INN：vesnarinone）是一种强心剂。一种混合磷酸二酯酶3抑制剂和离子通道调节剂，具有适度的、剂量依赖性的正性肌力活性，但负性变时性活性极小。有研究探索了维司力农用于治疗心力衰竭的安全性。